# Novokoeznetsk
Novokoeznetsk (Russisch: Новокузнецк) is een stad in Siberisch Rusland, behorend tot de oblast Kemerovo en gelegen aan de rivier de Tom in het gigantische steenkoolgebied Koezbass.
Tot 1931 heette de stad Koeznetsk (Кузнецк), van 1931 tot 1932 Novokoeznetsk, van 1932 tot 1961 Stalinsk (Сталинск) en sinds 1961 opnieuw Novokoeznetsk.
De stad heeft een van de hoogste concentraties luchtvervuiling van Rusland. Volgens een onderzoek uit 1997 bedroeg het zwavelgehalte bij een van de fabrieken bijvoorbeeld 312 maal de toegestane norm, het fluoridegehalte bij een farmaceutische fabriek 300 maal en het benzopyreengehalte van de stad gemiddeld 10 maal (een stadsdistrict 48 maal).
Ondanks de aanwezigheid van zware industrie is het een groene stad, doordat het centrum volgens de idealen van de tuinstad is aangelegd.

## Geschiedenis
Novokoeznetsk werd in 1618 gesticht door Siberische Kozakken. Aan het begin van de 19e eeuw werd er een fort gebouwd als bescherming tegen mogelijke aanvallen van Kirgiezen en Chinezen. Het fort verloor echter al snel zijn militaire betekenis doordat de grens verplaatst werd en China verzwakt was. Tot de Russische Revolutie was het een stille handelsstad. In 1857 trouwde de schrijver Dostojevski er met Maria Isajeva.

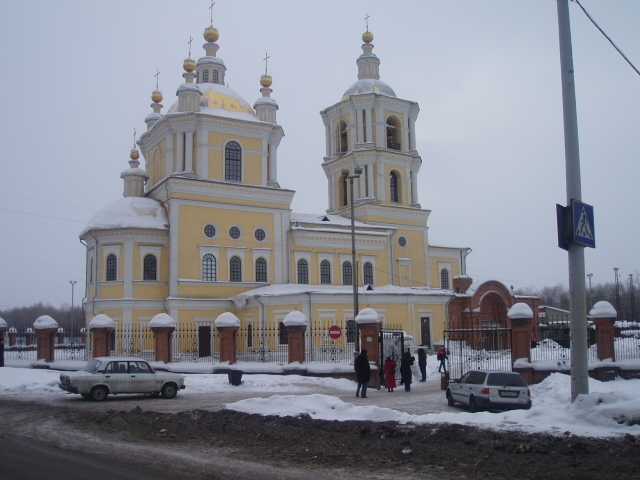
Kerk in Novokoeznetsk uit de 19e eeuw. Gesloten van 1937 tot 1988, nu wederom in gebruik
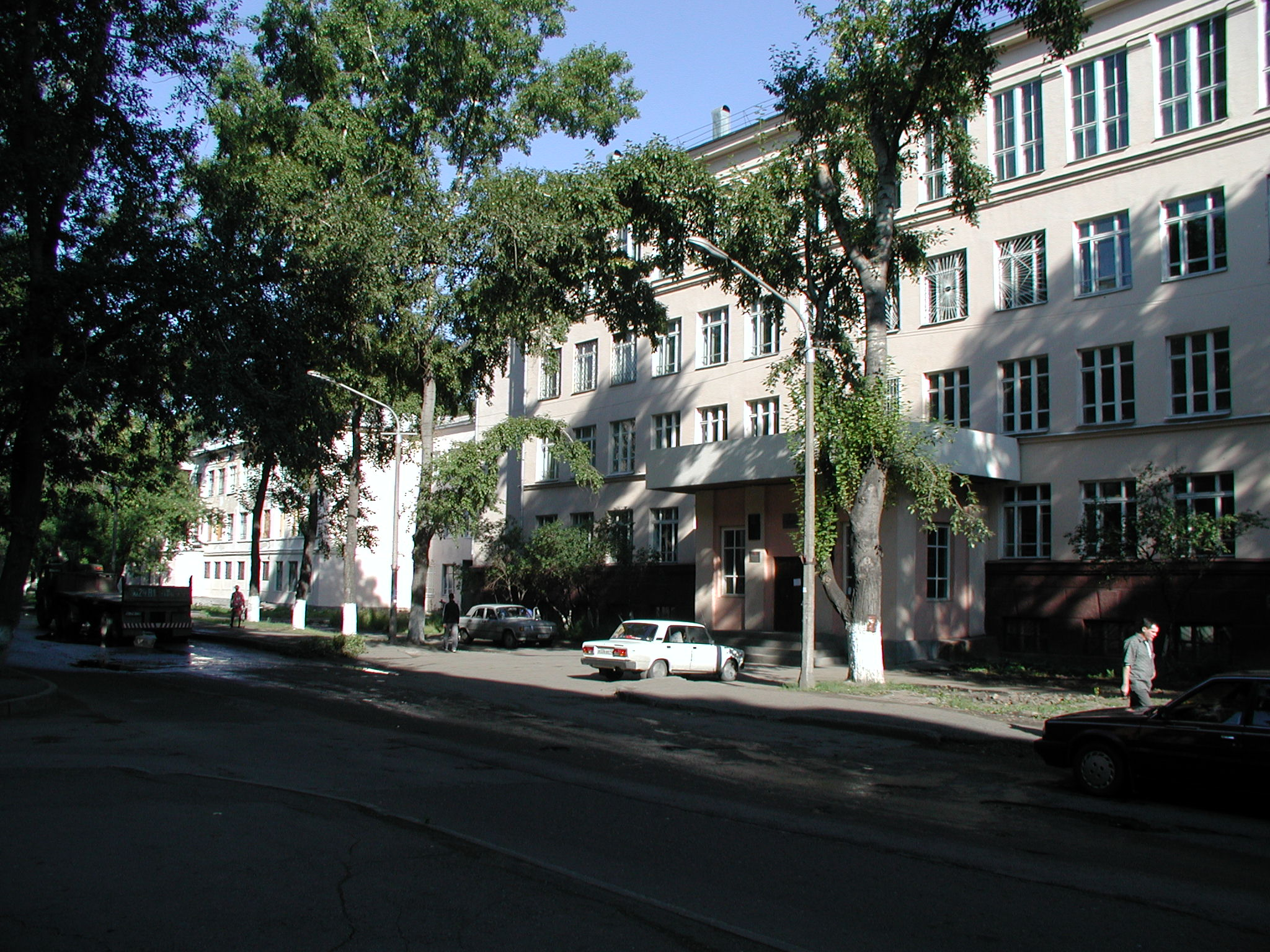
Gebouw van de Staats-Pedagogische Academie Koezbass

De stalinistische industrialisatie van de Sovjet-Unie vormde de stad in de jaren 1930 om tot een belangrijk centrum van steenkoolwinning en industrie. De dichter Majakovski droeg zijn gedicht "Verhaal van kameraad Chrenov" op aan Novokoeznetsk:
Ik weet - de stad zal er komen
Ik weet - de tuin zal bloeien
Wanneer er zulke mensen
In 't Sovjetland bestaan
In 1931 komt de eerste metallurgische fabriek in gebruik, in 1941 gevolgd door aluminium- en ijzerlegeringsfabrieken. Op 4 februari 1971 wordt de stad bekroond met de Orde van de Rode Arbeidersvlag, op 1 juli 1981 met de Orde van de Oktoberrevolutie.
In de jaren 1990 was Novokoeznetsk het toneel van grote stakingen in de mijnbouw. In 1998-2000 woedde er een strijd om de grote industriële bedrijven van de stad, die uiteindelijk gewonnen werd door de Jevrazholding ("Euraziatische holding").

## Economie en verkeer
Zwaartepunten van de economie worden gevormd door de metaalindustrie (ijzer en non-ferrometalen), steenkoolwinning en -verwerking, machinebouw en levensmiddelenindustrie (o.a. zuivel, broodproducten en alcoholische dranken). In Novokoeznetsk bevinden zich twee warmte-krachtcentrales. De Evrazgroep heeft er verschillende ijzerertsmijnen en een grote staalfabriek.
Novokoeznetsk is een regionaal spoorwegknooppunt, beschikt over een luchthaven met vooral binnenlandse vluchten en een autobusstation met interstedelijke en voorstadslijnen. Het stedelijk openbaar vervoer wordt verzorgd door trams, trolleybussen en gewone stadsbussen. De totale lengte van het stadsnet bedraagt 755,7 km.

## Cultuur
In de stad bevindt zich een industriële universiteit, een pedagogische academie en een dependance van de Staatsuniversiteit van Kemerovo. Er zijn theaters (waaronder een poppentheater), bioscopen, musea en een planetarium. Ook het gedeeltelijk herbouwde fort en het huis waar Fjodor Dostojevski ooit woonde zijn te bezichtigen.

## Bezienswaardigheden
- Transfiguratiekathedraal

Bestuurlijk centrum: Kemerovo

Anzjero-Soedzjensk · Belovo · Berjozovski · Goerjevsk · Joerga · Kaltan · Kiseljovsk · Leninsk-Koeznetski · Mariinsk · Mezjdoeretsjensk · Myski · Novokoeznetsk · Osinniki · Polysajevo · Prokopjevsk · Salair · Tasjtagol · Tajga · Topki